# Плезант-В'ю (Юта)
Плезант-В'ю (англ. Pleasant View) — місто (англ. city) в США, в окрузі Вебер штату Юта. Населення — 11 083 особи (2020).

## Географія
Плезант-В'ю розташований за координатами 41°19′29″ пн. ш. 112°0′2″ зх. д. / 41.32472° пн. ш. 112.00056° зх. д. (41.324803, -112.000573).  За даними Бюро перепису населення США в 2010 році місто мало площу 17,89 км², уся площа — суходіл.

## Демографія
Згідно з переписом 2010 року, у місті мешкало 7979 осіб у 2438 домогосподарствах у складі 2086 родин. Густота населення становила 446 осіб/км².  Було 2548 помешкань (142/км²).
Расовий склад населення:
| - 93,1 % — білих - 0,9 % — азіатів - 0,4 % — вихідців з тихоокеанських островів - 0,4 % — чорних або афроамериканців - 0,2 % — корінних американців - 3,1 % — осіб інших рас |

До двох чи більше рас належало 1,9 %. Частка іспаномовних становила 7,3 % від усіх жителів.
За віковим діапазоном населення розподілялося таким чином: 32,9 % — особи молодші 18 років, 55,4 % — особи у віці 18—64 років, 11,7 % — особи у віці 65 років та старші. Медіана віку мешканця становила 34,1 року. На 100 осіб жіночої статі у місті припадало 100,4 чоловіків;  на 100 жінок у віці від 18 років та старших — 99,8 чоловіків також старших 18 років.
Середній дохід на одне домашнє господарство  становив 107 826 доларів США (медіана — 83 417), а середній дохід на одну сім'ю — 115 721 долар (медіана — 87 815). Медіана доходів становила 69 773 долари для чоловіків та 44 886 доларів для жінок. За межею бідності перебувало 4,3 % осіб, у тому числі 4,8 % дітей у віці до 18 років та 8,3 % осіб у віці 65 років та старших.
Цивільне працевлаштоване населення становило 3703 особи. Основні галузі зайнятості: освіта, охорона здоров'я та соціальна допомога — 22,5 %, виробництво — 13,2 %, публічна адміністрація — 12,1 %, роздрібна торгівля — 11,3 %.